# Kom med förnyelsens mäktiga dop
Kom med förnyelsens mäktiga dop är en sång med text av Ragnar Åhlberg och musik av Britta Samuelsson.

## Publicerad i
- Frälsningsarméns sångbok 1990 som nr 428 under rubriken "Helgelse".
- Sångboken 1998 som nr 71.